# Federación (departamento)

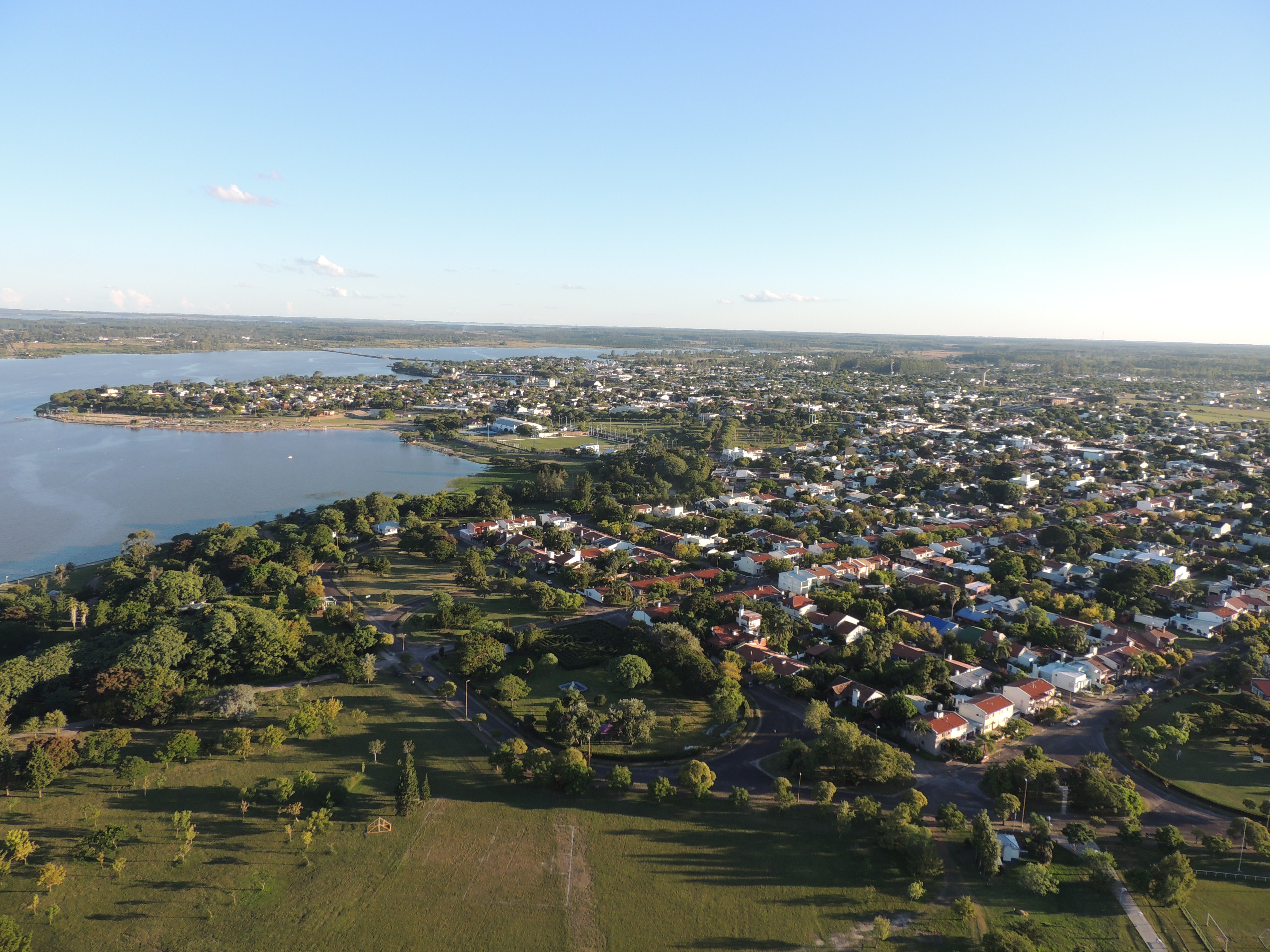
Vista da cidade de federación

Federación é um departamento da Argentina, localizado na província de Entre Ríos.